# Tony Amendola
Tony Amendola (New Haven, 24 agosto 1951) è un attore e doppiatore statunitense, noto principalmente per aver interpretato il ruolo di Geppetto nella serie televisiva C'era una volta e del maestro Jaffa Bra'tac nella serie televisiva Stargate SG-1.

## Biografia
Nato e cresciuto nel Connecticut da una famiglia di origine italiana, nel 1991 ha un piccolo ruolo nel film horror Il cacciatore di teste diretto da John McNaughton.
Tra i suoi film più noti ci sono Blow, La maschera di Zorro e il suo sequel, The Legend of Zorro.
Le sue apparizioni televisive comprendono Stargate SG-1, Lois & Clark - Le nuove avventure di Superman, Seinfeld, The Practice, Space: Above and Beyond, Streghe, X-Files, Angel, Alias, CSI - Scena del crimine, Star Trek: Voyager, West Wing - Tutti gli uomini del Presidente, Continuum e il doppiaggio di Spicy City.
È comparso anche nella serie televisiva Dexter, nel ruolo di Santos Jimenez.
Nella serie televisiva C'era una volta interpreta Geppetto/Marco.
Ha inoltre prestato la voce ad alcuni videogiochi, tra i quali Call of Duty: Black Ops III della serie Call of Duty e Fallout 4.

## Filmografia parziale

### Attore

#### Cinema
- Il cacciatore di teste (The Borrower), regia di John McNaughton (1991)
- La maschera di Zorro (The Mask of Zorro), regia di Martin Campbell (1998)
- Pazzi in Alabama (Crazy in Alabama), regia di Antonio Banderas (1999)
- Blow, regia di Ted Demme (2001)
- The Legend of Zorro, regia di Martin Campbell (2005)
- Forbidden Warrior, regia di Jimmy Nickerson (2005)
- Annabelle, regia di John Leonetti (2014)
- The Devil's Candy, regia di Sean Byrne (2015)
- La Llorona - Le lacrime del male (The Curse of La Llorona), regia di Michael Chaves (2019)
- Caged, regia di Aaron Fjellman (2020)

#### Televisione
- Assicurazione sulla morte, regia di Carlo Lizzani (1987) - film TV
- The Practice - Professione avvocati (The Practice) - serie TV, 4 episodi (1997-2003)
- Stargate SG-1 - serie TV, 26 episodi (1997-2007)
- Angel – serie TV, episodio 2x02 (2000)
- CSI - Scena del crimine (CSI: Crime Scene Investigation) – serie TV, 4 episodi (2001-2006)
- Streghe (Charmed) - serie TV, 3 episodi (2002)
- Alias - serie TV, 2 episodi (2002)
- West Wing - Tutti gli uomini del Presidente (The West Wing) - serie TV, episodio 4x06 (2002)
- Dragon Storm, regia di Stephen Furst – film TV (2004)
- Dexter – serie TV, episodi 2x05-2x08-2x09 (2007)
- C'era una volta (Once Upon a Time) – serie TV, 13 episodi (2011-2018)
- Continuum – serie TV, 11 episodi (2012-2014)
- Dirk Gently - Agenzia di investigazione olistica (Dirk Gently) – serie TV (2017)
- Black Bird - serie TV, 3 episodi (2022)
- 9-1-1 - serie TV, episodi 7x08 e 7x10 (2024)

### Doppiatore
- Spawn - serie animata, 6 episodi (1997-1999)
- Castlevania - serie animata, 4 episodi (2017)
- Star Wars Jedi: Fallen Order – videogioco (2019)
- Star Wars Jedi: Survivor – videogioco (2023)

## Doppiatori italiani
Nelle versioni in italiano delle opere in cui ha recitato, Tony Amendola è stato doppiato da:
- Sandro Iovino in La maschera di Zorro, Stargate SG-1, CSI: NY
- Carlo Reali in C'era una volta, Natale... di nuovo?!
- Luca Biagini in Dirk Gently - Agenzia di investigazione olistica, Law & Order: Organized Crime
- Silvano Piccardi in Ally McBeal
- Elio Zamuto in X-Files
- Sergio Graziani in CSI - Scena del crimine (ep. 1x11)
- Pierluigi Astore in CSI - Scena del crimine (ep. 5x01)
- Gianluca Machelli in CSI - Scena del crimine (ep. 6x06, 6x15)
- Giorgio Lopez in Blow
- Saverio Moriones in Alias
- Sergio Di Stefano in The Legend of Zorro
- Dario Penne in Dexter
- Oliviero Dinelli in Numb3rs
- Augusto Di Bono in Continuum (st. 1-3)
- Cesare Rasini in Continuum (st. 4)
- Sergio Di Giulio in Shade - Carta vincente
- Paolo Buglioni in Pizza My Heart
- Alessandro Ballico in NCIS: Los Angeles
- Angelo Nicotra in Annabelle
- Roberto Draghetti in The Devil's Candy
- Vladimiro Conti in The Mentalist
- Oliviero Corbetta in Scandal
- Franco Zucca in La Llorona - Le lacrime del male
- Ambrogio Colombo in Will & Grace
- Domenico Crescentini in New Girl
- Antonio Paiola in I'm Dying Up Here - Chi è di scena?
- Gianni Giuliano in Shooter
- Gianni Gaude in The Rookie
- Marco Balzarotti in iCarly (2021)
- Giorgio Locuratolo in 9-1-1

Da doppiatore è stato sostituito da:
- Antonio Palumbo in Star Wars Jedi: Fallen Order, Star Wars Jedi: Survivor
- Marco Balzarotti in Castlevania